# Xander Spronken
Alexander Anna Maria Nicolaas (Xander) Spronken (Beek, 31 maart 1956) is een Nederlandse beeldhouwer.

## Leven en werk
Spronken studeerde beeldhouwkunst aan de Academie Beeldende Kunsten Maastricht (1975-1980), als leerling van Piet Killaars. Op advies van zijn oom Arthur Spronken leerde hij smeden.
Hij bezocht daarvoor de Fachhochschule für Gestaltung in Aken, waar hij afstudeerde als meestersmid. Hij maakte aanvankelijk vooral toegepaste kunst; minimalistische stoelen en tafels. Later kwamen daar autonome kunstvoorwerpen bij, uitgevoerd in staal en hout, en glasreliëfs.

## Werk in de openbare ruimte (selectie)
- Ruisende Wind (1995), Beek
- Ruisende bloem (1998), Horst
- De Sjroap (2011), Beek
- De Boom, Groenlo